# Кузьмин, Фёдор Васильевич
Фёдор Васи́льевич Кузьми́н (6 сентября 1970, Сарань, Карагандинская область, Казахская ССР — 6 марта 1996, Грозный, Россия) — Герой Российской Федерации, оперуполномоченный УБОПа при УВД Пермской области, младший лейтенант милиции.

## Биография
Родился в 1970 году в городе Сарань, в Карагандинской области Казахстана. Детские годы прошли в д. Хорнзор Вурнарского района Чувашии, на родине отца. После школы-восьмилетки поступил в ОПТУ-7 города Шахтинска. Вскоре был призван на военную службу. После её завершения вернулся в Сарань, устроился работать на шахту. В октябре 1992 года поступил на службу милиционером в Пермский ОМОН. Спустя год стал инструктором по боевой и физической подготовке, потом — оперуполномоченным Управления по борьбе с организованной преступностью при УВД Пермской области.
Неоднократно выезжал в служебные командировки на Северный Кавказ в ходе Осетино-Ингушского конфликта и в Чеченскую республику.
Погиб 6 марта 1996 года в Грозном — сгорел в бронетранспортёре.

## Гибель
1 марта 1996 года два бронетранспортёра с десантом СОБР Управления по борьбе с организованной преступностью УВД Пермской области возвращались после операции в комендатуру Октябрьского района Грозного. В районе блокпоста № 22 у моста через реку Сунжа они попали под интенсивный огонь боевиков. Младший лейтенант милиции Кузьмин, исполнявший обязанности оператора-наводчика боевой разведывательно-дозорной машины, быстро оценил обстановку, точно определил самые активные огневые точки боевиков и повёл из башенных пулемётов огонь на их поражение, несмотря на интенсивный обстрел машины гранатомётчиками. Бой длился 50 минут. Огневые точки боевиков удалось подавить. Двое из бандитов были задержаны. Сохранено шесть единиц автотранспорта.
6 марта два бронетранспортёра с десантом пермского СОБРа выехали к месту дислокации временного управления МВД Российской Федерации в Чеченской республике. Площадь Минутка, где недавно проходил многодневный митинг сторонников Дудаева, превратилась в сущее пекло. Туда и направили две боевые машины пехоты уральцев, среди которых были и пермяки.
В 8 часов 15 минут боевики открыли по экипажам кинжальный огонь из всех видов оружия, включая противотанковые и подствольные гранатомёты. Выстрелом из гранатомёта машина Кузьмина была повреждена. Личный состав десантировался, занял круговую оборону и вступил в ожесточённый бой с превосходящими силами боевиков. Бандиты обосновались в высотных зданиях. Оператор-наводчик Кузьмин был ранен, но покинуть машину отказался. Крикнул: «Отходите в подвал, я вас прикрою!» — хотя мог выпрыгнуть из горящей машины. Огнём башенных пулемётов он хладнокровно уничтожал боевые точки боевиков. Те несли ощутимые потери. Но главное, отвлекая огонь на себя, он дал возможность десантникам забрать раненых товарищей, отойти к жилому дому и продолжить бой с более выгодных позиций. Тем временем бандиты сосредоточили на машине Кузьмина всю свою огневую мощь. Она вспыхнула факелом. Но Кузьмин продолжал обстреливать противника. До тех пор, пока не сгорел сам. Этот бой продолжался сутки. В нём погибли многие его друзья и сослуживцы.
Звание Героя Российской Федерации Федору Васильевичу Кузьмину присвоено указом Президента Российской Федерации № 1329 от 6 сентября 1996 года (посмертно). Имя героя высечено в мемориале «Вечная слава» и занесено в «Книгу памяти» сотрудников органов внутренних дел Пермской области, погибших при выполнении служебного долга. Его именем назван милицейский колледж.

## Память
Лицей милиции ГУВД Пермского края в деревне Гамы, Пермский район, носил имя Ф. В. Кузьмина.
С 2013 года Пермскому кадетскому корпусу Приволжского федерального округа было присвоено имя Героя России Ф. Кузьмина.
С декабря 2019 года имя героя носит Пермское президентское кадетское училище войск национальной гвардии Российской Федерации. На территории училища установлен памятник Герою России.